# Guapó
Guapó é um município brasileiro do estado de Goiás, na Mesorregião do Centro Goiano e na Microrregião de Goiânia. Sua população estimada pelo IBGE em 2022 é de 19,545 habitantes.
Sua sede está situada aproximadamente a 240 km de Brasília e 27 km da Capital do Estado. Localiza-se em terras marginais do Ribeirão dos Pereiras, que mais adiante divide este município com o de Trindade.

## História
As terras que formam o município de Guapó, pertenceram ao município de Trindade. A causa principal do povoamento da sede do município foi a edificação da Capela de São Sebastião do Ribeirão.
A doação do terreno para a formação do patrimônio foi feita por Manuel Pereira de Ávila. Inaugurada a capela em 1905, a povoação aumentou em consequência da suas possibilidades econômicas e de seus recursos naturais.
Devido ao rápido desenvolvimento, é elevado a distrito, por força da Lei nº 3, de 14 de março de 1914, pertencendo ao município de Trindade e com o nome de São Sebastião do Ribeirão.
Com a transferência da Capital do Estado para Goiânia, o distrito de São Sebastião do Ribeirão foi desanexado do município de Trindade e incorporado ao município goianiense, pelo decreto-lei n.º 327, de 2 de agosto de 1935.
Em 30 de março de 1938, pelo decreto-lei n.º 557, quando a fixação do quadro territorial do estado, o distrito de São Sebastião do Ribeirão passou à denominação de Ribeirão. Em 31 de dezembro de 1943 pelo ato estadual, n.º 8305, este distrito passou a denominar-se Guapó, tornando-se município pela lei n.º 171, de 8 de outubro de 1948, sendo criada a Comarca pela lei n.º 711, de 14 de novembro de 1952  e instalada em 1 de maio de 1954, tendo sido seu primeiro juiz o Bacharel Eurico Velasco de Azevedo e o seu primeiro prefeito, Raimundo Emerenciano de Araújo.
A origem do nome Guapó, conta a tradição, foi uma menção a cidade mineira de Guapé devido a vários imigrantes que vieram desta cidade e se instalaram na região. Para que o então distrito de Ribeirão não tivesse o mesmo nome da cidade mineira, substituiu o "e" pelo "o".

## Geografia
A área do município é de 517,2554 km², representando 0,152% do estado de Goiás, 0,032% da Região Centro-Oeste do Brasil e 0,006% de todo o território brasileiro. Situa-se a 16°49'56" de latitude sul e 49°32'18" de longitude oeste e está a uma distância de 37 quilômetros a oeste da capital goiana. Seus municípios limítrofes são Abadia de Goiás e Trindade a norte, Campestre de Goiás a noroeste, Aragoiânia a leste, Cezarina a sudoeste e Varjão a sul. De acordo com a divisão do Instituto Brasileiro de Geografia e Estatística vigente desde 2017, o município pertence às Regiões Geográficas Intermediária e Imediata de Goiânia. Até então, com a vigência das divisões em microrregiões e mesorregiões, o município fazia parte da microrregião de Goiânia, que por sua vez estava incluída na mesorregião do Centro Goiano.

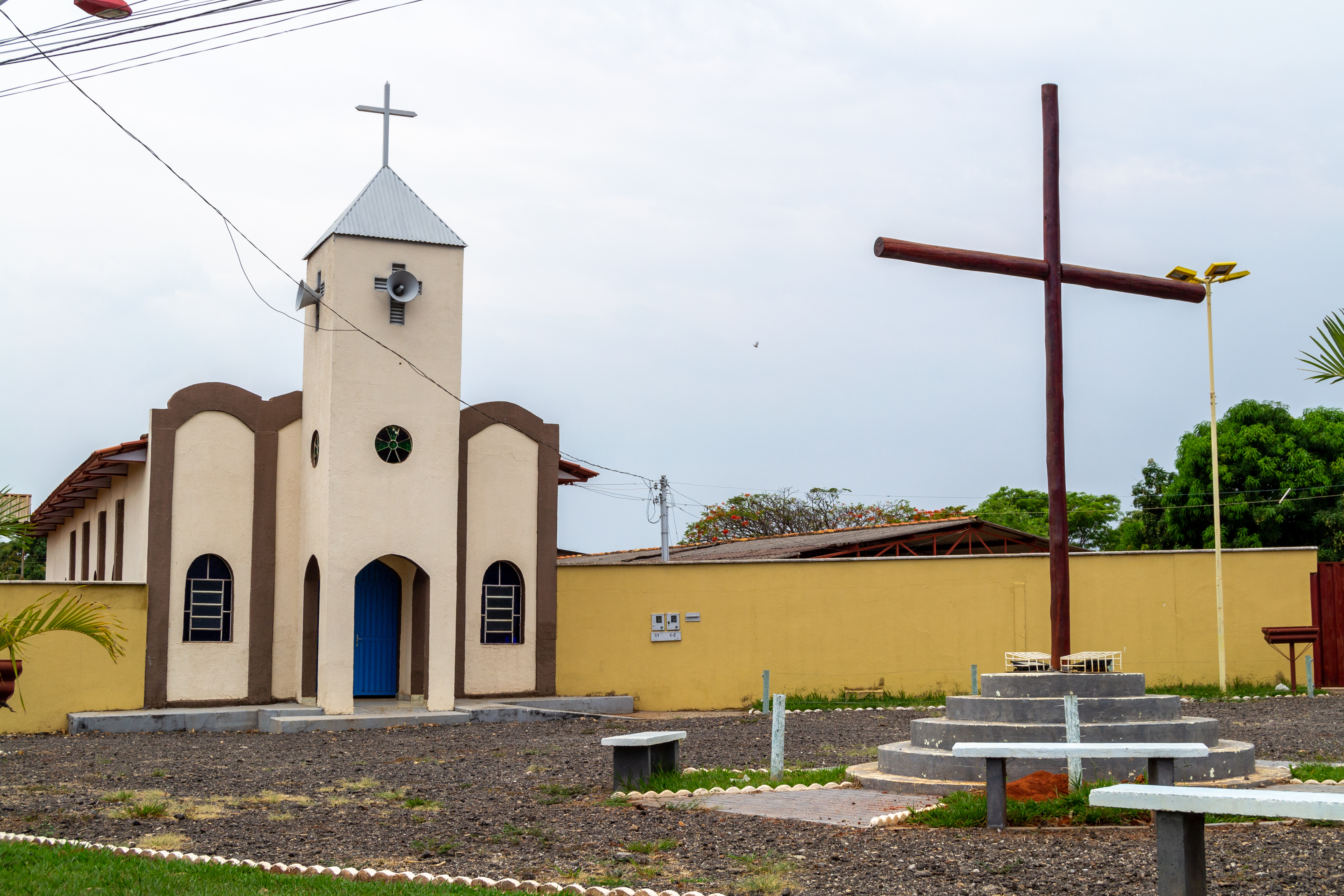
Praça em Posselândia - Guapó

### Distritos
Guapó possui um distrito de nome Posselândia, localizado as margens da BR-060, possuindo uma Subprefeitura.

### Hidrografia
O município faz parte da sub-bacia dos Bois que, por sua vez, está inserida na Bacia do Rio dos Bois. A demanda de água gira em torno de 27 litros por segundo, e a captação e tratamento no município são realizados pela Companhia Saneamento de Goiás (Saneago), na estação de tratamento de água da cidade. O abastecimento é realizado pelo Córrego dos Pereiras, que nos últimos tempos tem sofrido com a degradação ambienta de causas antrópicas
O município possui boa densidade hidrográfica. É banhado pelo Rio dos Bois que é o principal e faz parte da bacia do Paranaíba. Pode-se incluí-los no tipo de "regime tropical" típico de lugares que se caracteriza por apresentar o período das enchentes durante o verão e das vazantes durante o inverno, com uma inflexão máxima das águas em janeiro/fevereiro e mínima em agosto/setembro.

### Clima
O clima guapoense é caracterizado como tropical com estação seca (Aw segundo classificação climática de Köppen-Geiger). O período do ano mais quente e setembro/outubro, com média em torno de 24 °C. (dado de 1989). A estação chuvosa corresponde ao semestre outubro/março e a concentração das chuvas ocorre nos meses de dezembro e janeiro.

### Relevo
O município não possui grandes elevações de terra. As elevações mais destacadas são as serras: Feia, do Mato Grande e dos Teixeiras (Serrinha), sobressaindo essa última pelo fato de possuir em seu cume a conhecida Pedra Grande, formada por dois blocos de rocha superpostos, sendo o primeiro de quatro metros e o segundo de cinco metros.
A amplitude altimétrica varia entre 250 a 1750 metros.

### Vegetação
Dentre as formações vegetais caracterizadas na região, destacam-se os campos e o cerrado.
As espécies mais comuns são: o Pau Terra, a Lixeira, o Pequi, o Barbatimão, o Angico, a sucupira, a Perobinha e a Lobeira.
Em praticamente toda Serra Feia a mata nativa está preservada, principalmente da meia encosta para o topo. Nestes trecho, pode-se notar algumas características que identificam este tipo de floresta. O primeiro representado por arvores de grande porte (25 a 30 metros), onde o Cedro, a Peroba, o Jatobá, a Paineira, o Tamboril, entre outras, são responsáveis pelo primeiro andar. O segundo pavimento, representado por arvores de 15 a 20 metros, apresenta uma folhagem menos densa, onde o Jacarandá e a Canela são as espécies mais importantes. Nesse espaço, ocorrem ainda algumas Palmaceas, dentre elas a Guariroba.

## Demografia
Em 2010, a população do município foi contada pelo Instituto Brasileiro de Geografia e Estatística (IBGE) em 13 976 habitantes, sendo que 6 970 habitantes eram do sexo masculino, correspondendo a 49,87%, enquanto 7 006 habitantes eram do sexo feminino, totalizando a 50,13% da população. Ainda segundo o censo brasileiro daquele ano, 11 333 pessoas viviam na zona urbana (81,09%), e 2 643 em zona rural (18,91%). De acordo com a estimativa para o ano de 2019, a população ampliou-se a 14 209 habitantes, sendo o 131º mais populoso de Goiás. Apresenta, consoante essa estimativa, uma densidade populacional de 27,04 habitantes por km².
Da população total em 2010, 3 398 habitantes (24,31%) tinham menos de 15 anos de idade, 9 561 habitantes (68,41%) tinham de 15 a 64 anos e 1 017 pessoas (7,28%) possuíam mais de 65 anos, sendo que a esperança de vida ao nascer era de 74,58 anos e a taxa de fecundidade total por mulher era de 2,0. O Índice de Desenvolvimento Humano Municipal (IDH-M) de Guapó é considerado médio, segundo o Programa das Nações Unidas para o Desenvolvimento (PNUD) no ano de 2010. Seu valor era de 0,697, sendo então o 127º maior de todo o estado de Goiás. O coeficiente de Gini, que mede a desigualdade social, era de 0,54, sendo que 1,00 é o pior número e 0,00 é o melhor.
Em 2010, segundo dados do censo do IBGE daquele ano com a autodeclaração de cada guapoense, a população era composta por 5 111 brancos (36,57%), 8 099 pardos (57,95%), 581 negros (4,16%), 142 amarelos (1,02%) e 6 indígenas (0,04%). Considerando-se a região de nascimento, 11 778 eram nascidos no Centro-Oeste (84,27%), 1 183 no Nordeste (8,46%), 740 no Sudeste (5,29%), 117 no Norte (1,27%) e 57 no Sul (0,41%). 11 614 habitantes eram naturais do estado de Goiás (83,10%) e, entre os 2 362 naturais de outras unidades da federação, Minas Gerais era o estado com maior presença, com 507 pessoas (3,63%), seguido pela Bahia, com 404 habitantes residentes no município (2,89%). De acordo com dados do censo de 2010, a população municipal está composta por católicos (62,34% do total), evangélicos (26,16%), pessoas sem religião (7,92%), espíritas (1,02%) e 2,56% divididos entre outras religiões.

## Política e administração
A administração municipal se dá pelos Poderes Executivo e Legislativo. O Executivo é exercido pelo prefeito, auxiliado pelo seu gabinete de secretários. O poder executivo do município de Guapó é representado pelo prefeito, consoante determinação da Constituição Brasileira de 1988. O atual é Colemar Cardoso de Queiroz, do Partido da Social Democracia Brasileira (PSDB), reeleito em 2020 com 3 629 votos (37,47% dos votos válidos), ao lado de Raphael Guimarães de Carvalho, do Partido Social Democrático (PSD), como vice-prefeito. O Poder Legislativo, por sua vez é constituído pela câmara municipal, composta por onze vereadores eleitos para mandatos de quatro anos. Cabe à casa elaborar e votar leis fundamentais à administração e ao Executivo, especialmente o orçamento participativo, conhecido como Lei de Diretrizes Orçamentárias.
O município de Guapó é regido por sua lei orgânica, promulgada em 15 de dezembro de 2001. A cidade pertence à 56ª zona eleitoral do estado de Goiás e possuía, em abril de 2020, 13 045 eleitores, de acordo com o Tribunal Superior Eleitoral (TSE), o que representa 0,283% do eleitorado goiano.

## Infraestrutura

### Educação
Guapó conta com nove escolas, sendo uma privada e oito públicas:
- Escola Educacional Moderna
- Colégio Estadual Professora "Liodósia Serra Ramos"
- Colégio Estadual "Valdivino Serafim"
- Escola Municipal Dona Sanita
- Colégio Estadual Dep. José de Assis
- Colégio Estadual José Feliciano (Transformada em Colégio Estadual da Polícia Militar de Goiás - Unidade Doutor José Feliciano Ferreira)
- Colégio Municipal Padre Conrado
- CMEI:Centro municipal de educaçao infantil.
- Escola  Municipal Veronica
- Escola Municipal Professora Juliana Maria de Sousa

### Comunicações
O código de área (DDD) do município é 062 e o Código de Endereçamento Postal (CEP) da cidade vai de 75350-000 a 75354-999. O serviço postal é atendido por uma agência da Empresa Brasileira de Correios e Telégrafos, localizada no Setor Central. A cidade também é amplamente coberta pelo serviço de telefonia móvel 4G.

## Turismo
Alguns dos principais símbolos e atrações turísticas da cidade são:
- Estádio Valdir Cândido de Queirós
- Lagoa na entrada da cidade
- Pesque-Pague na Entrada da Cidade
- Igreja da praça São Sebastião.
- Pecuária
- Hotel Fazenda Águas Claras
- Pesque-Pague na saída da cidade
- Estância Alto da Serra